# Скумбрієві
Скумбрієві (Scombridae) — родина морських та океанічних риб, що охоплює скумбрій, тунців і пеламід, які є найважливішими промисловими об'єктами. Родина містить близько 55 видів, що належать до 15 родів і двох підродин.
- Підродина Gasterochismatinae
  - Рід Gasterochisma
- Підродина Scombrinae
  - Рід Acanthocybium
  - Рід Allothunnus
  - Рід Auxis
  - Рід Cybiosarda
  - Рід Euthynnus
  - Рід Grammatorcynus
  - Рід Gymnosarda
  - Рід Katsuwonus
  - Рід Orcynopsis
  - Рід Rastrelliger
  - Рід Sarda
  - Рід Scomber
  - Рід Scomberomorus
  - Рід Thunnus